# توماس ستيفنز
توماس ستيفنز (بالإنجليزية: Thomas Stephens)‏ هو لاعب كرة قدم أمريكية أمريكي، ولد في 29 أغسطس 1935 في غالفستون في الولايات المتحدة، وتوفي في 2018.

## وصلات خارجية
- توماس ستيفنز على موقع مرجع كرة القدم المحترفة.كوم (الإنجليزية)